# Hestrup (Nordhorn)

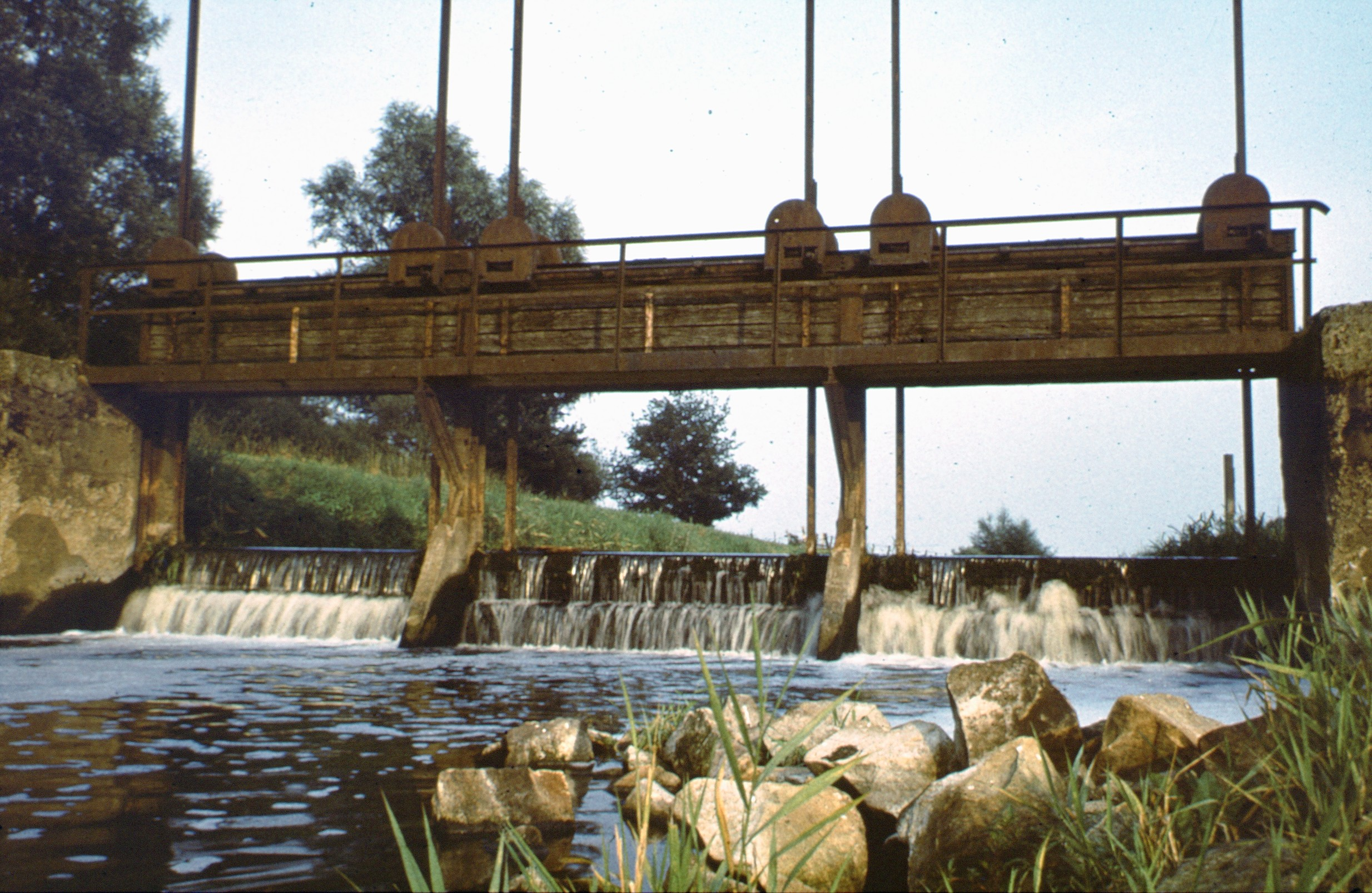
Alte Schleuse (um 1976)

Hestrup ist eine ehemalige Gemeinde im Landkreis Grafschaft Bentheim in Niedersachsen. Die Gemarkung gehört politisch zur Stadt Nordhorn.

## Geographie

### Lage
Hestrup liegt im südwestlichen Niedersachsen, etwa vier Kilometer von der niederländischen und 15 km von der nordrhein-westfälischen Grenze entfernt. Die nächstgelegene Ortschaft ist Brandlecht (2 km nördlich), die nächsten Städte sind Nordhorn (8 km nördlich) und Bad Bentheim (8 km südlich). Durch Hestrup verläuft in Nord-Süd-Richtung die Bundesstraße 403. Die Gemarkung grenzt im Osten an die Vechte.

### Nachbarorte
Hestrup grenzt im Nordosten an Brandlecht, im Nordwesten an Engden und im Süden an Neerlage.

## Geschichte
Um 1150 wurde der Ort erstmals erwähnt als Hersedorp, was so viel wie Ross- oder Pferdedorf heißt.
Im Jahr 1926 erhielt Hestrup erstmals Anschluss ans öffentliche Stromnetz. Es gibt in Hestrup eine Raiffeisen- und Warengenossenschaft sowie ein Bahnhofsgebäude, das unter Denkmalschutz steht. Letzteres wurde 1927 wieder aufgebaut, nachdem das 1896 erbaute Gebäude 1925 Opfer eines Sturmes geworden war. Heute hat der Heimatverein Brandlecht-Hestrup das Gebäude in seiner Obhut und nutzt es als Café und Vereinslokal.
Am 1. März 1974 erfolgte im Rahmen der kommunalen Neugliederung in Niedersachsen die Eingemeindung nach Nordhorn.

## Einwohnerentwicklung
| Jahr | Einwohner |
| ---- | --------- |
| 1812 | 158       |
| 1946 | 415       |
| 1961 | 401       |
| 1970 | 399       |
| 1992 | 328       |
| 1999 | 292       |
| 2000 | 275       |
| 2013 | 295       |

## Wirtschaft und Infrastruktur

### Verkehr

#### Straßenverkehr
Hestrup liegt verkehrsgünstig an der B 403 und etwa 5 km von der Anschlussstelle Nordhorn/Bad Bentheim der A 30 (Bad Bentheim–Osnabrück–Bad Oeynhausen) entfernt.

#### Öffentlicher Nahverkehr
Der Ort wird von der Regionalbuslinie 40 der Verkehrsgemeinschaft Grafschaft Bentheim (VGB) erschlossen, mit der man im Stundentakt nach Bad Bentheim und Nordhorn gelangt. Hestrup liegt an der Bahnstrecke Gronau–Coevorden. Die Bahnstrecke zwischen Neuenhaus und Bad Bentheim wird von der Bentheimer Eisenbahn seit dem 7. Juli 2019 wieder im SPNV als RB 56 befahren; ein Halt in Hestrup ist nicht vorgesehen. Die nächsten Haltepunkte befinden sich im etwa 7 km entfernten Quendorf sowie in Nordhorn-Blanke (ca. 8 km). Der nächste Personenbahnhof mit Fernverkehr befindet sich im ca. 8 km entfernten Bad Bentheim.

#### Luftverkehr
Im etwa 18 km entfernten Klausheide befindet sich der gleichnamige Verkehrslandeplatz. Hier können Motorflugzeuge bis maximal 10 t Gesamtgewicht und Segelflugzeuge starten und landen. Nächster internationaler Flughafen ist der Flughafen Münster/Osnabrück in Greven.

### Bildung

#### Schule
Hestrup hatte zwischen 1953 und 1976 eine Volks- bzw. Grundschule. Zuvor war Brandlecht Schulort und seit dem Schuljahr 1976/77 ist Brandlecht für die Grundschüler wieder Schulort. Um die Schule in Hestrup zu bauen, wurde die alte Schule am Kirchplatz in Brandlecht 1952 für 5.000 DM an die reformierte Kirchengemeinde verkauft. Dieses Geld kam der politischen Gemeinde Hestrup zu, die damit den Schulneubau am Bahndamm beginnen konnte. 1953 wurde der gemeinsame Schulverband mit Brandlecht aufgelöst und am 1. Juli wurde mit 59 Schülern der Unterricht in Hestrup begonnen; die offizielle Übergabe fand am 13. Oktober 1953 statt. An der evangelischen Volksschule Brandlecht verblieben 68 Schüler in zwei Klassen. Die Stadt Nordhorn, seit 1974 Schulträger, drängte auf eine Auflösung der Schule, da sie nur noch einklassig war. Zum Schuljahresende 1976 wurde die Grundschule Hestrup aufgelöst; zuletzt hatte die Schule 39 Schüler.